# Idrettsgallaen 2004
Idrettsgallaen 2004 arrangerades i Hamar, Norge, den 8 januari 2005, för prestationer utförda under 2004.

## Pristagare
- Årets namn: Gunn-Rita Dahle (terrängcykling)
- Koncentration: Siren Sundby (segling)
- Öppen klass: Pål Anders Ullevålseter (motorsport)
- Styrka, snabbhet och spänst: Roar Ljøkelsøy (backhoppning)
- Lagtävling: Norges VM-lag i skidflygning (Bjørn Einar Romøren, Sigurd Pettersen, Tommy Ingebrigtsen och Roar Ljøkelsøy)
- Uthållighet: Gunn-Rita Dahle (terrängcykling)
- Årets handikappidrottare: Ann Cathrin Lübbe (ridning)
- Lagidrott: Norges damlandslag i handboll
- Årets tränare: Marit Breivik (handboll)
- Årets Kniksen: Erik Hagen (Vålerenga)
- Årets genombrott: Øystein Grødum (skridsko)
- Årets sportbild: Terje Bringedal (VG), För bilden «Håndballgull»
- Årets förebild: Kjetil André Aamodt (alpint)
- Utövarnas pris: Gunn-Rita Dahle (terrängcykling)
- Ekeberg ærespris: Trond Einar Elden
- Kniksen hederspris: Henning Berg ogch Hege Riise
- Idrettsgallaens hederspris: Per Jorsett och Knut Bjørnsen